# Parolinia filifolia
Espèce
Parolinia filifolia est une espèce de plantes à fleurs de la famille des Brassicaceae et du genre des Parolinia. C'est une espèce endémique des Îles Canaries.